# Pachnoda kustai
Pachnoda kustai är en skalbaggsart som beskrevs av Anton Franz Nonfried 1892. Pachnoda kustai ingår i släktet Pachnoda och familjen Cetoniidae. Utöver nominatformen finns också underarten P. k. hassoni.